# Cotronei
Cotronei (im örtlichen Dialekt: Cutrunii) ist eine süditalienische Gemeinde (comune) mit 5179 Einwohnern (Stand 31. Dezember 2023) in der Provinz Crotone in Kalabrien. Die Gemeinde liegt etwa 31 Kilometer nordwestlich von Crotone und grenzt unmittelbar an die Provinzen Cosenza und Catanzaro. Cotronei liegt im Parco nazionale della Sila und gehört zur Comunità montana Alto Crotonese.

## Wirtschaft und Verkehr
Cotronei ist landwirtschaftlich geprägt durch den Anbau von Getreide, Oliven und Wein. Daneben wird auch Rinderzucht betrieben. Durch den Ort führt die Strada Statale 179 del Lago Ampollino. In der Nähe des Lago Ampollino befindet sich ein kleiner Flugplatz (Aviosuperficie Franca) für die Allgemeine Luftfahrt und daneben eine Kartbahn.

## Trivia
Der Großvater des Aerosmith-Sängers Steven Tyler, Giovanni Tallarico, stammte aus Cotronei.